# Chucun, Shandong
Chucun (kinesiska: 初村, 初村镇) är en köping i Kina. Den ligger i provinsen Shandong, i den östra delen av landet, omkring 450 kilometer öster om provinshuvudstaden Jinan. Antalet invånare är 34388. Befolkningen består av 17 464 kvinnor och 16 924 män. Barn under 15 år utgör 4,0 %, vuxna 15-64 år 85 %, och äldre över 65 år 9,0 %.
Genomsnittlig årsnederbörd är 743 millimeter. Den regnigaste månaden är juli, med i genomsnitt 227 mm nederbörd, och den torraste är januari, med 13 mm nederbörd.